# Fekete légió (usztasa milícia)

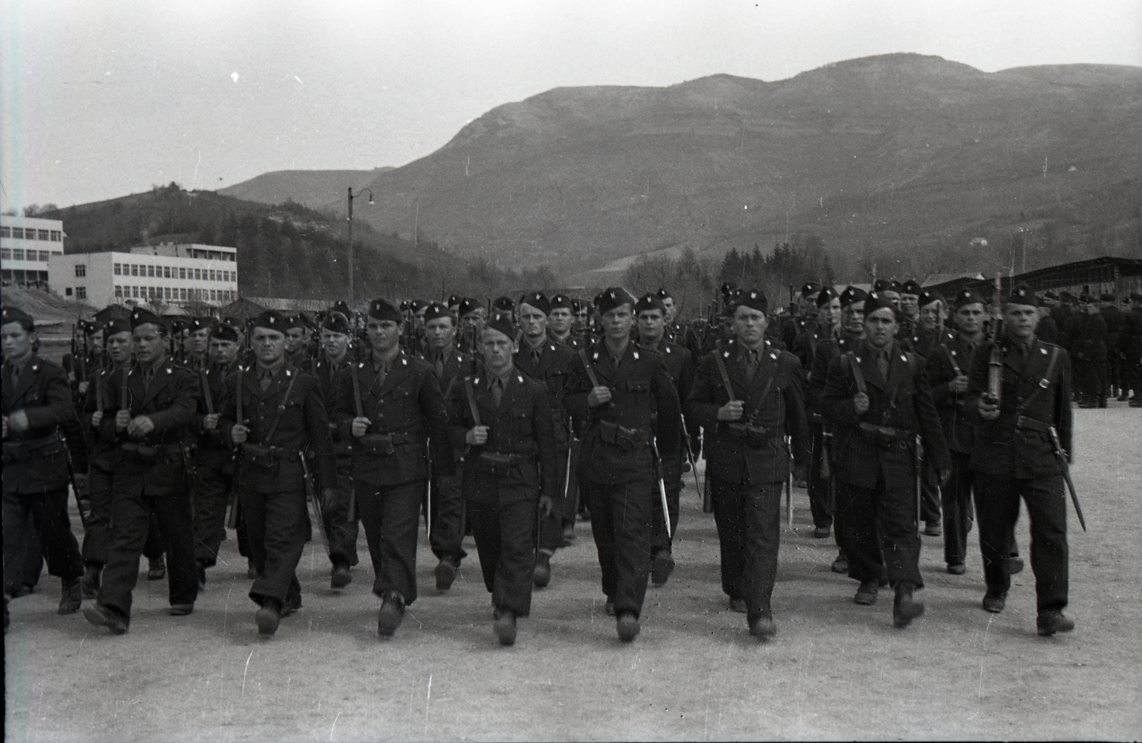
A Fekete légió katonái Koševoban 1942 áprilisában

A Fekete légió (horvátul: Crna Legija) az Usztasa mozgalom katonai elit egysége volt, amelyet a második világháború alatt hoztak létre. A légió 1941 szeptemberében alakult 1. usztasa-ezred néven. Nagyrészt Kelet-Boszniából származó boszniai muszlim és horvát menekültekből állt, akik a csetnikek és a jugoszláv partizánok által elkövetett atrocitások elől menekültek horvát területre. A légió csetnikek és a partizánok elleni összetűzésekből, valamint a szerb civilek ellen elkövetett visszaélésekről vált ismertté. 1000-1500 jól kiképzett, gépesített gyalogosból állt.
A Fekete légió parancsnoka Jure Francetić, helyettese pedig Rafael Boban volt. A „Fekete légió” név csak egy elnevezés volt, melyet az egység katonáinak fekete egyenruháiról kapott, de a különféle átszervezések után az egység hivatalos neve a háború végéig az Usztasa katonák 1. állandó aktív dandárja (I. stajaći djelatni sdrug Ustaške vojnice) volt. A különítmény egy részéből jött létre az 5. állandó aktív dandár (V. stajaći djelatni sdrug), melyet ugyancsak fekete légiónak neveztek.

## Története

### Megalapítása
A Fekete légió 1941 áprilisában Szarajevóban alakult meg 12 alapító taggal, akik közül tizenegy horvát és egy boszniai muszlim nemzetiségű volt. A boszniai muszlimok ellen elkövetett atrocitásokra válaszul később a haderő túlnyomórészt már muszlimokból állt. Az első hivatalos név a „Grupa satnija – Sarajevo” volt, de a nem hivatalos „Istočno-bosanska legija” (Kelet-Bosnyák légió) nevet is használták. Később a parancsnok után bevezették a „Bojna grupa Jure Francetića” (Jure Francetić Harccsoport) nevet. Az egység parancsnokságát a háború előtti Usztasa-tagok, Jozo Zubić, Drago Jilek és Bećir Lokmić alkották. Az egység parancsnoka Lokmić volt, aki a háború előtt Szarajevóban tartózkodott. Az egység első feladata a szarajevói állami épületek őrzése volt.
A harccsoport a következő egységeket tartalmazta:
- Stožerna satnija Sarajevo (Szarajevó központi század)
- Samovozna satnija Kasindol (Kasindol önálló század)
- Strojopuščana satnija Sarajevo (Szarajevó géppuskás század)
- 6. streljačka satnija, Boljanić (6. Boljanić lövészszázad)
- 20. streljačka satnija, Bosansko Petrovo Selo (20. Bosansko Petrovo Selo lövészszázad)
- 23. satnija, Karanovac (23. Karanovac század)
- 24. satnija, Tuzla, (24. Tuzla (később Gračanica) század)
- 25. satnija, Sočkovac (25. Sočkovac század)
- Topnička bitnica, Gračanica (Gračanica tüzérzászlóalj)
- 32. streljačka satnija, Zenica (32. Zenica (később Vlasenica) lövészszázad)
- 33. pohodna satnija, Sarajevo (33. Szarajevó gyalogosszázad)
- 34. pohodna satnija, Zvornik (34. Zvornik gyalogosszázad)
- 35. pohodna satnija, Skelani (35. Skelani gyalogosszázad)
- 36. pohodna satnija, Sarajevo (36. Szarajevó gyalogosszázad)
- 39. streljačka satnija, Sokolac (39. Sokolac lövészszázad)
- 40. streljačka satnija, Konjic (40. Konjic lövészszázad)
- 41. streljačka satnija, Kasindol (41. Kasindol lövészszázad)

Az NDH létrehozása után Kelet-Boszniában partizán-csetnik felkelés tört ki az NDH kormánya ellen. Különösen a csetnik egységek tűntek ki a muszlim (bosnyák) lakosság elleni bűncselekményekben. A csetnikek a muszlimok kiirtását tervezték, hogy ezt az etnikailag megtisztított területet később a képzeletbeli „Nagy-Szerbiához” csatolhassák. Foča és a környező muzulmán falvak csetnik mészárlása és terrorja után Francetić Rafael Bobannal együtt sok Szarajevóba érkezett és így egy bosszúvágyó menekültet fogadott be egységébe, aki Usztasa alakulataként megalapította a Fekete légiót. Az egység becenevét fekete egyenruhájáról kapta, mert az usztasa katonák egyenruháihoz előírt zöld színű szövet akkoriban nem volt a raktárakban. A légió gyorsan növekedett, fanatizmusával és az erőszakkal szerzett hírnevet magának. Sokan féltek tőle fanatikus morálja és harci tulajdonságai miatt, de a boszniai szerb lakosság ellen elkövetett atrocitásai miatt is hírhedté váltak. Jól felszerelt, felfegyverzett és mozgékony alakulat volt, kiképzőközpontja a szarajevói Koševoban volt. Létszáma kezdetben 800-1200 fő volt, később elérte az 1500 főt, amelyből három zászlóalj alakult. 1942 elején teherautókkal, motorkerékpárokkal, több olasz harckocsival és egy üteg hegyi tüzérséggel látták el.

### Az első akciók

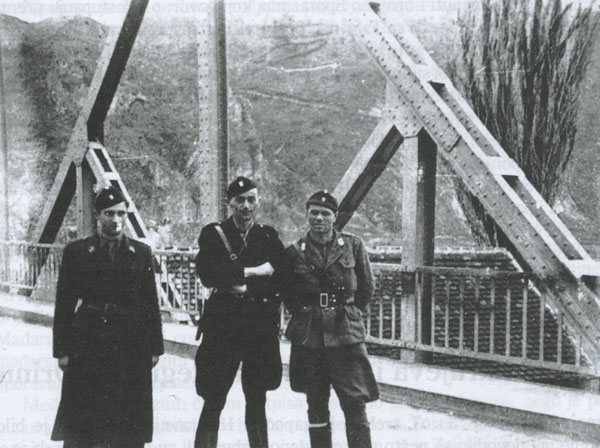
Francetić (középen) és Rafael Boban usztasa parancsnokok 1942-ben Zvorniknál, a Drina hídján

Első fegyveres konfliktusa a Szarajevótól délkeletre fekvő Pale vasútvonalán történt a vízellátást átvenni akaró csetnikek ellen. Hamarosan Szarajevó tágabb területén, az Igman, Trebević és Romanija-hegységek alatt is összeütközésbe keveredtek a csetnikekkel. 1941 decemberében az egység azt a feladatot kapta, hogy próbálja megtisztítani az Ozren-hegységet a partizán és csetnik egységektől. Ennek keretében megtámadták Čerkez csetnik tábornoknak az Usora közelében fekvő Mala Jugoslavija faluban levő főhadiszállását. Az akcióban a Fekete légión kívül a 8. honvéd ezred, valamint négy usztasa zászlóalj vett részt. Bár az akció sikertelen volt, az NDH egységei közül leginkább a Fekete légió tűnt ki a csatában. A csetnik felkelők nagy veszteségeket szenvedtek, és maga Čerkez is elesett.
1942 januárjában a romanijai hadműveletben a Fekete légió mellett részt vett a német 342. és 718. gyalogoshadosztály, az olasz „Ravenna” hadosztály, valamint a 4. és 5. honvédhadosztály. A Fekete légiót küldték a Visoko és Vareš közötti terület lezárására, hogy megakadályozzák a partizánok áttörését nyugat felé Bosznia középső részén. A légió csak korlátozott akciókban vett részt. Bár a hadművelet nem nevezhető sikeresnek, a partizánok a hegyvidéki terepre kényszerültek. A hadművelet folytatását „Ozren hadműveletnek” hívták. A január végi akcióban ugyanazok az egységek vettek részt, mint az előzőben. A Fekete légiót Maglaj környékén használták csapásmérő egységként. Az Ozren hadművelet sikeres volt, a partizánokat kiűzték menedékhelyükről, és jelentős veszteséget szenvedtek. 1941–1942 telén a Fekete légió mészárlásokat hajtott végre a Bosznia északnyugati részén fekvő Prijedorban és a Szarajevótól északkeletre fekvő Romanija-hegységben is. Ez utóbbi mészárlások során több ezer védtelen boszniai szerb civilt öltek meg, holttestüket pedig a Drina folyóba dobták. A pletykák szerint Francetić több mint 3000 ember meggyilkolását rendelte el ezekben a műveletekben.

### Az első átszervezés
1942 elején megtörtént az usztasa katonai átszervezése. Zászlóaljak, sőt dandárok kezdtek szerveződni. 1942. február 1-jén a szarajevói harccsoportot átszervezték az 1. állandó aktív dandárrá, melynek összetétele a következő volt:
- I. Podromanija aktív zászlóalj. 1941 augusztusában alakult a 32. Vlasenica gyalogos századból, a 36. Szarajevó gyalogos századból, és a 35. Skelani gyalogos századból. Teljesen feltöltötték új önkéntesekkel. A parancsnok Rafael Boban hadnagy, a helyettese Ivan Zebec hadnagy volt.
- II. Sokolac aktív zászlóalj. 1941 novemberében alakult a II. Nevesinje aktív zászlóalj részeiből, amely magában foglalta a 34. Zvornik gyalogos századot, 33. Szarajevó gyalogos századot, 39. Sokolac gyalogos századot. A parancsnok Franjo Sudar hadnagy, a helyettese Eduard Crnković hadnagy volt.
- III. Sokolac aktív zászlóalj. Harcegységként szervezték meg 1941. december elején. Összetétele: III. Brčko aktív zászlóalj részei, amelyhez csatlakozott: 41. Kasindol lövészszázad, a 40. Konjic lövészszázad, a létszám többi részét pedig önkéntesekkel töltötték fel. A zászlóalj parancsnoka Mladen Sertić őrnagy, helyettese Staniša Vasilj hadnagy volt.
- XIII. Gračanica aktív zászlóalj. A zászlóalj parancsnoka Ivan Stier százados volt.

### További akciók

#### 1942. február-április.
A Fekete légió önállóan működött az Ozrenben megmaradt csetnik csoportok ellen, és csak március 15-ig vett részt a tervezett nagyobb hadműveletekben, amikor megtisztította a Romaniját a csetnikektől, és Han Pijesk közelében foglalt állást, hogy megerősítse a német 718. hadosztály keleti szárnyát. Ezt a hadműveletet, amelyet a németek Triónak neveztek, a Taureneese, Pusteria és Sassari olasz hadosztályok indították el, amelyek Montenegrót, a Szandzsákot és Kelet-Boszniát akarták megtisztítani a felkelőktől, és konszolidálni ezt a területet. A hadműveletben részt vett a 3. és 4. (honvéd) határőrzászlóalj, valamint a 8., 13. és 15. (honvéd) gyalogezred. A Trio hadművelet NDH területén lezajlott részében a Fekete légió játszotta a legjelentősebb szerepet, és volt leginkább felelős a Kelet-Bosznia területén tevékenykedő 4500 csetnik megsemmisítéséért és legyőzéséért. Han Pijeska után (miközben az olaszok összegyűjtötték hadosztályaikat, és nem várták meg a német parancsnok jóváhagyását), a Fekete légió elfoglalta Vlasenicát, és Žepčében szinte az egész lakosságot a csetnikek által meggyilkolva találta. A további harcokban a Fekete légió elfoglalta Milićit, Kasabát, Drinjačát, Bratunacot és Srebrenicát, majd április 9-én kiért a Drinához. Másnap, az NDH kikiáltásának évfordulóján Francetić küldött Pavelićnek egy lombik vizet a Drinából. A szerbiai határ biztosítása és a Trio I hadművelet április 24-iki befejezése után a Fekete légiót azzal a feladattal küldték, hogy Fočától északra elpusztítsa az ellenállás kisebb, elszigetelt csoportjait. A Trio hadműveletben a németek elfogták az összes kelet-boszniai csetnik egység parancsnokát, Jezdimir Dengić őrnagyot is. Francetić hadműveletének részét az usztasa sajtó „Drinai hadművelet” néven emlegette, a partizánirodalom pedig az egész hadműveletet „Harmadik ellenséges offenzívaként” ismeri. A hadművelet eredménye a montenegrói és kelet-boszniai csetnikek és partizánok számának drasztikus csökkentése, valamint az NDH ellenőrzésének biztosítása Bosznia keleti határa felett, mely egyben a kelet-boszniai szerb lakosság tömeges menekülését is eredményezte Szerbiába.

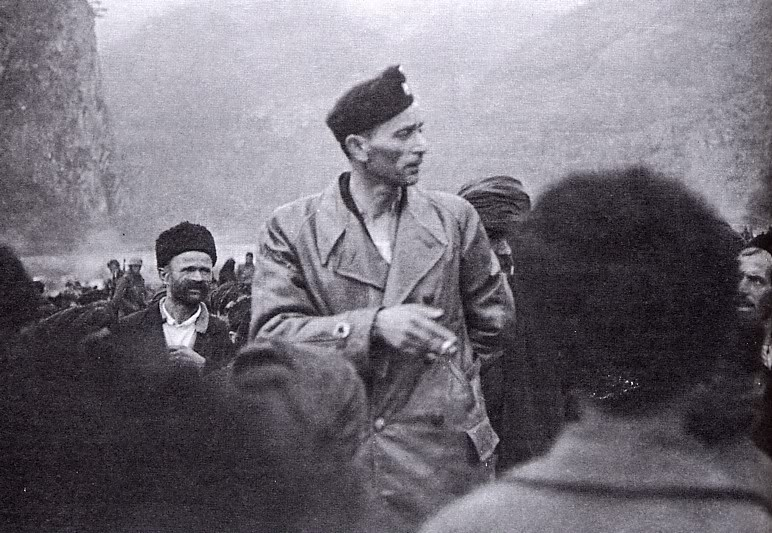
Francetić beszédet mond a szerb menekülteknek a Trio hadművelet után a Drina mellett, 1942-ben

#### 1942. május
Május 5. és 12. között az olaszokkal és a németekkel közös partizánok elleni hadműveletekben vettek részt a Foča környékén, amely az olasz megszállási övezetben volt. Tekintettel arra, hogy az olaszok nem engedték, hogy az usztasa csapatok érdeklődési körükben működjenek, a Fekete légiónak a hadművelet megkezdése előtt ki kellett vonulnia. A partizánok ezt a kiürített területet használták fel arra, hogy Montenegróból betörjenek Hercegovinába. Erre Francetić légiója visszavonult a Vlasenica és Srebrenica közötti területre, és ahol csak találkozott velük, megsemmisítette az ellenállási csoportokat. Májusban a Fekete légió miután nőket és lányokat erőszakoltak meg, mintegy 890 szerbet és zsidót mészárolt le Vlasenicában. Ezt követően I. és II. zászlóaljat Mostaron keresztül (ahol majdnem elfogták Jevđević csetnik vezért) Dalmáciába küldték Biokovo területére, ahonnan a partizánok kiűzése után visszamentek Szarajevóba. Innen Bosanski Brodon keresztül Francetić parancsnoksága alatt a Kozarába küldték őket a partizánokkal harcolni. A légió többi tagja Szarajevóban maradt, majd egy idő után Bugojno felé irányították őket.

#### 1942. június-július
Míg a légió nagy része Vlasenica/Srebrenica térségében volt, tartalékát Szarajevóból északra küldték, ahol részt vett 1942 legnagyobb partizánellenes hadműveletében, a Nyugat-Boszniai hadműveletben. Június elején németek, usztasák és a horvát honvédek tízezreit gyűjtötték össze, és küldték Nyugat-Bosznia hegyeibe, hogy végleg megtisztítsák a partizánoktól és csetnikektől a területét. Augusztus végére a felkelők súlyos vereséget szenvedtek, és az akció véget ért. Ezután a Fekete légió megerősítése mellett döntöttek, és megkezdődött további öt zászlóalj megalakítása, amelyek szintén a légió részévé válnak.
1942 július 28-től augusztus 19-ig. I. és II. zászlóaljakat Boban parancsnoksága alatt Kupres védelmére küldték, amelyet akkor vettek ostrom alá a partizánok. A Fekete légió 600 tagja a Franjo Šimić ezredes parancsnoksága alatt álló helyi usztasa és honvédségi egységekkel együtt közel egy hónapig védte Kuprest a támadó négy partizándandártól. A partizánok augusztus 11-én éjszaka, augusztus 14-e és augusztus 19-e folyamán három koncentrált támadást hajtottak végre az 1500 védő ellen. Bár a támadók létszámfölényben voltak, a várost végül sikerült megvédeni. A partizán veszteségek körülbelül 1000 halottat és sebesültet tettek ki.

### Az újabb átszervezés
Kupres sikeres védelme után az usztasák vezérkara elhatározta, hogy egy új usztasa egységet alakít, mely az 5. állandó aktív dandár nevet kapta. Az átszervezés alapján az 5. dandár alapját a Fekete légió I. és II. zászlóalja képezte. Az 5. dandár parancsnokává Rafael Bobant nevezték ki. Ezt követően a Fekete légió 1. századának összetétele a következő volt:
- III. Aktív zászlóalj – Srebrenica
- XXI. Aktív zászlóalj – Srebrenica
- XXII. Aktív zászlóalj – Vlasenica
- XXIII. Aktív zászlóalj – Kasindol
- XXIV. Aktív zászlóalj – Sokolac
- XXV. Aktív zászlóalj – Goražde

#### 1942 nyara

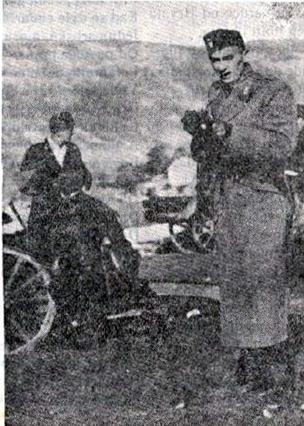
A csetnik állások elleni támadás során Francetić irányja a Fekete légió tüzérségét.

1942. augusztus 17-25. Az utolsó átszervezés után a Fekete légiót a Zvornik és Drinjaca közötti területre küldték, hogy megsemmisítse a Vlasenicától északra fekvő dombokon koncentrált partizánerőket. A támadás során (Vlasenica hadművelet) a Fekete légió a tőle megszokott hevességgel lépett fel a partizánok és az őket segítő civilek ellen. Számos bűncselekményt követtek el az ártatlan lakosság ellen. A német összekötő tisztek azt javasolták parancsnokuknak, Fortner tábornoknak, hogy oszlassák fel a Fekete légiót, mert úgy vélték, hogy ezek a bűncselekmények csak sértik a német és a horvát érdekeket. Fortner ezzel nem értett egyet, de elrendelte a Fekete légió egyik százada tagjainak lefegyverzését és letartóztatását, amely saját kezdeményezésére a Romanja-hegység szerb lakosságát akarta megtámadni. Francetićot augusztus 25-én le is tartóztatták, majd másnap átadták a helyi NDH hatóságoknak azzal az ajánlással, hogy kapjon megrovást, amiért nem irányította egységeit. Pavelić semmit sem volt hajlandó tenni Francetić ellen, és Fortner tábornok meglepetésére augusztus 26-án Francetićot nevezte ki az összes usztasa egység parancsnokává.
1942. október. Francetić előléptetése után a Fekete légió parancsnokságát Ivan Stipković usztasa ezredes vette át, aki addig a horvát honvédség alezredese volt, és akit ezzel az usztasákhoz helyeztek át. Ezt követően Francetić kísérte el Pavelićet, amikor meglátogatta a horvát légiósokat a keleti fronton, valamint Adolf Hitlert Vinicában. Október elején a Dinara hadműveletben a Fekete légió két zászlóalja Francetić parancsnoksága alatt Kupres felől megtámadta a livnói partizánokat, és október 3-án elfoglalta a várost.

### Francetić halála
Livno elfoglalása és a Kalnik térségében való tartózkodása után Francetić december 22-én Gospićba repült, ahol át kellett vennie Lika hadműveleti körzetének parancsnokságát. Gépének azonban Moćile falu közelében, nem messze Szluintól egy meghibásodás miatt kényszerleszállást kellett végrehajtania (szabotázsról vannak elméletek). Francetićot és pilótáját ugyan azonnal elfogták a partizánok, de nem tudták őket megvédeni őket a vasvillákkal és lándzsákkal támadó parasztoktól. A súlyosan megsebesült Francetićot egy partizánkórházba szállították, ahol a sebészek megpróbálták megmenteni az életét, hogy 100 jasenovaci táborlakóra cseréljék, de ez nem sikerült és Francetić 1942. december 27-én meghalt.

### 1943 – 1945
1942 végére a Fekete légió megtisztította a Romaniját és a Podromaniját az ellenségtől. 1943 elején a légió egy része a Weiss II hadműveletben harcolt, kisebb része pedig a Drina mentén hónapokig tartó csatákban vett részt a csetnikekkel és a partizánokkal. 1943 júniusának második felében a légió súlyos veszteségeket szenvedett el egy partizán harccsoporttól, amely a Schwarz hadművelet kudarca után betört Kelet-Boszniába. A légió a következő hónapokban több területet veszített, és sok súlyos csatát vívott csetnikekkel és partizánokkal. Augusztusra tovább csökkent a létszáma, mert XXIII. és XXVIII. zászlóaljat (amelyek főleg boszniai muszlimokból álltak) leválasztva megalakították a 13. „Handžar” SS-hadosztályt.
Stipković ezredes halála után 1943. augusztus 30-án a a XXII. zászlóalj parancsnokságát Milan Šulentić őrnagy, a IV. állandó aktív dandár parancsnoka vette át. Mindössze négy napos parancsnokság után Šulentić szeptember 3-án egy partizánok állította csapda során meghalt, és a légió új parancsnoka Franjo Sudar őrnagy lett. Sudar újjászervezte az egységet, és ismét első osztályú egységet alkotott belőle. 1943 decemberében a légió részt vett a „Kugelblitz” hadműveletben. 1944 júliusában sikeres csatákat vezetett Srebrenica környékén, és a németekkel együtt áttörést ért el az ostrom alatt álló Zvornikba.
Az 1944 vége felé a Kiseljak és Busovača melletti csaták, valamint az NDH fegyveres erőinek az egységes horvát fegyveres erőkké történő utolsó átszervezése után a légió bekerült a Roman Domanik tábornok által irányított 1. horvát hadosztály kötelékébe. 1945 januárjában a „Victoria” nevű harci vállalkozásba kezdett. Márciusban kemény csatát vívott Ivan Sedlóért. Az NDH csapatainak Szarajevóból való kivonása során 1945 áprilisában a légió hátvédként szolgált. A légió többi tagja április 9-én érkezett meg Zágrábba.

### A vég
1945 májusában a Fekete légió a HOS többi csapatával együtt visszavonult Ausztriába. A katonák egy részének sikerült biztonságban áttörnie Bleiburg közelében. Azok, akik megadták magukat a partizánoknak, nem számíthattak a győztes irgalmára. 1945 májusában az ún. „keresztúton” (križni put) a Fekete légió legalább 120 tagját likvidálták Sziszek közelében. A Fekete légió Horvátországban maradt azon katonái, akik nem tették le fegyvert, Križari (Keresztesek) néven gerillaharcokat vívtak a jugoszláv kommunista hatóságok ellen. Katonái Jure Francetić és Rafael Boban tiszteletére az Evo zora, evo dana című dalt énekelték.

## Háborús bűnök
Műveleteik során a Fekete légió katonái számos mészárlást, háborús bűnt és atrocitást követtek el civilek, fogságba esett katonák, rendszerellenes horvátok, szerbek, zsidók és más kisebbségek ellen. 1941–1942 telén a Fekete légió mészárlásokat hajtott végre a Bosznia északnyugati részén fekvő Prijedorban és a Szarajevótól északkeletre fekvő Romanija hegységben is. Ez utóbbi mészárlások során több ezer védtelen boszniai szerb civilt öltek meg, holttestüket pedig a Drina folyóba dobták. A pletykák szerint Francetić több mint 3000 ember meggyilkolását rendelte el ezekben a műveletekben.
1942 májusában a Trio hadművelet során a Fekete légió miután nőket és lányokat erőszakoltak meg, mintegy 890 szerbet és zsidót mészárolt le Vlasenicában.
A boszniai szerbek és zsidók tömeges meggyilkolásának indoklásaként Francetić a „zsidó kommunista hidra” propagandáját hirdette, amelynek sikerült „félrevezetnie a kelet-boszniai szerb ortodox lakosság többségét, hogy „állam elleni bűncselekményeket kövessen el.” Francetić kijelentette, hogy „a legdrasztikusabb eszközöket” kell bevetni ellenük. Francetić személyesen tartóztatta le és hallgatta ki prominens szerb és zsidó vezetőket, majd elrendelte néhányuk meggyilkolását. Saját szarajevói lakását börtönkonyhává/mosókonyhává alakította. Állítólag az usztasák szerbek és másként gondolkodók elleni vadságai arra késztették a német parancsnokságot, hogy követelje Francetićnek a Fekete légió parancsnoki tisztségéből való elbocsátását.
1942. június 12-én a Biztonsági Rendőrség és az SD belgrádi parancsnoka a következőképpen írta le két usztasaszázad és egy Fekete légió zászlóalj letartóztatásának okait:
„Az okok a következők voltak: 1.) A gazdálkodók többszörös kifosztása. 2.) Három csetnik jogosulatlan lelövése. 3.) Két férfi és két nő meggyilkolása és megcsonkítása. A gyilkosságokat torkuk elvágásával követték el. A nők, egy 50 és egy 37 éves terhes nő nemi szervébe fadarabokat vertek. 4.) Egy idős ember meggyilkolása és megcsonkítása. 5.) Számos egyéb kifosztás és lopás.”

## Utóhatása
A Fekete légió megítélése a mai napig ellentmondásos, Horvátországban pedig mélyen megoszlanak a vélemények múltjával kapcsolatban. Pusztán katonai szempontból jól képzett, erős elit egység volt, amely számos jelentős katonai sikert tudott elérni, gyakran számbeli fölényben lévő ellenfelekkel szemben. Másrészt hírhedt volt kegyetlenségéről és háborús bűneiről. A mai Horvát Köztársaságban, mint az Usztasa mozgalom és általában az NDH rezsim, fasiszta háborús bűnszervezetnek számít. Jelképeik nyilvános viselését törvény tiltja, de ennek nem mindig szereznek érvényt következetesen.

## Fordítás
- Ez a szócikk részben vagy egészben  a   Black Legion (Ustaše militia) című angol Wikipédia-szócikk ezen változatának fordításán alapul.  Az eredeti cikk szerkesztőit annak laptörténete sorolja fel. Ez a jelzés csupán a megfogalmazás eredetét és a szerzői jogokat jelzi, nem szolgál a cikkben szereplő információk forrásmegjelöléseként.
- Ez a szócikk részben vagy egészben  a   Crna Legija című horvát Wikipédia-szócikk ezen változatának fordításán alapul.  Az eredeti cikk szerkesztőit annak laptörténete sorolja fel. Ez a jelzés csupán a megfogalmazás eredetét és a szerzői jogokat jelzi, nem szolgál a cikkben szereplő információk forrásmegjelöléseként.